# Tom Rush
Pour les articles homonymes, voir Rush.
Tom Rush (né le 8 février 1941, à Portsmouth au New Hampshire) est un chanteur de folk et de blues. Il fut particulièrement populaire dans les années 1960 et  1970.

## Discographie
- 1962 - Tom Rush at the Unicorn
- 1963 - Got a Mind to Ramble
- 1965 - Blues, Songs & Ballads
- 1965 - Tom Rush (Elektra)
- 1966 - Take a Little Walk with Me
- 1968 - The Circle Game
- 1970 - Tom Rush (Columbia)
- 1970 - Wrong End of the Rainbow
- 1972 - Merrimack County
- 1974 - Ladies Love Outlaws
- 1975 - The Best of Tom Rush (Columbia)
- 1982 - Tom Rush: New Year
- 1982 - Tom Rush: Late Night Radio
- 1991 - Blues, Songs and Ballads [Compilation]
- 1999 - No Regrets: The Very Best Of Tom Rush
- 1999 - Wrong End of the Rainbow   (Import, Original recording remastered)
- 2001 - Tom Rush/Take a Little Walk With Me   (Import, Original recording remastered)
- 2001 - Live at Symphony Hall, Boston   (Live)
- 2002 - Merrimack County/Ladies Love Outlaws   (Import)
- 2002 - Take a Little Walk with Me
- 2003 - Trolling for Owls
- 2009 - What I Know